# 西部省 (海地)
西部省（法語：Ouest）是海地的10個省之一，位於該國東南部，首府設於太子港，而太子港同時也是海地的首都。北臨阿蒂博尼特省和中央省，東鄰多明尼加共和國，南毗南部省，面積4,983平方公里，下分5縣，2015年人口4,029,705，人口密度為每平方公里735.4人。西部省為僅次於阿蒂博尼特省而排名第二大的省，其中戈納夫島亦由其管理，而海岸線所包圍處即是戈納夫灣。